# Јосиф Миловук
Јосиф Миловук (Трпиња, 10. април 1787 — Пешта, 23. август 1850)  био је трговац, издавач књига, идејни творац и један од оснивача Матице српске.

## Биографија
Рођен је у селу Трпиња у Срему, од оца Илије и мајке Пелагије, која је преминула када је Јосиф имао 9 година. Још као младић истицао се са јаким смислом за културни и просветни напредак српског народа.
Основну школу похађао је у родном селу, а након завршетка школовања 1814. године сели се у Пешту, где почиње да се бави трговином.
Након доласка у Пешту почео је да се бави трговином платна, а затим почиње са прикупљањем књиге, успоставља контакт са српским писцима и отвара књижару. Књиге је издавао о свом трошку, а затим их продавао. Због слабе продаје књига у то време, издавао је огласе где је обавештавао народ о штампању књига, цену, дужину и кратке садржаје књига. Године 1821. сакупљао је претплатнике за Вукове Народне песме.
Оженио се за Макарену Божитовац, 1822. године, са којим је имао троје деце - Милана, Душана и Даницу. Свадбени кум им је био трговац Георгије Станковић, а стари сват Андрија Јовановић. Тек након женидбе постао је грађанин Пеште, иако је у њој живео од 1814. године.
Био је савременик и пријатељ Вука Стефановића Караџића, Саве Мркаља, Јована Стерије Поповића и Јоакима Вујића.

## Летопис и Матица српска
Поред трговине и прикупљања књига, Јосиф Миловук је помагао многим писцима да издају своја дела. Након што је, због слабих прихода књижевни часопис Летопис Матице српске био пред гашењем, преузео га је на себе, под истим условима за његовог уредника Георгија Магарашевића, под којим је издаван до тада. Миловук је платио Магарашевићу за први број часописа 1826. године и послао хонорара за наредна два. Због слабе финансијске ситуације, одлучио је да Летопис Матице српске ипак не издаје сам, па је заједно са његовим шураком Гаврилом Бозитовцем уложио новац. Након тога, 18. јануара 1826. године, Миловук је позвао на учешће трговце пештанске Петра Рајића, Јована Деметровића и Георгија Станковића. Сви су прихватили идеју Миловука, али су ипак показали известан опрез. Мада је претходни договор био "да ни један првенства над другим нема", Хаџић је на оснивачком састанку тражио да се "један предсједатељ постави". То трговцима није било по вољи, али нису хтели ометати коначно формирање тог родољубивог друштва. Током састанка, након улагања новца (700 ф.) у "сандук", друштво је названо Матица српска, Јован Хаџић је изабран за председника, Јосиф Миловук за деловођу ("манипуланта"), Јован Деметровић за благајника (код њега је био један дрвени сандук, који се отварао са два кључа), а Гавро Бозитовац и Георгије Станковић за "кључаре вишереченог сандука" (сваки са по једним кључем).
На самом почетку рада Матице, искрсао је проблем око правног статуса њеног. Јосиф је био за то да се одмах затражи у Бечу одобрење за рад, а Хаџић као председник је био против. Зато је Миловук на састанку 3. маја 1826. године са још двојицом оснивача "обрисао себе из числа приложника". Вратили су они што је припадало Матици Хаџићу и Розмировићу, и након само три месеца иако заслужни као оснивачи, престали бити матичини чланови.
Због неслагања за Јованом Хаџићем, Миловук напушта Матицу српску, окреће се и успоставља сарадњу са Вуком Караџићем и издаје његова дела Милош Обреновић, књаз Србије и Даница. Неслагање и сукоб са Јованом Хаџићем постало је још веће, јер је он био противник Вукове реформе. Миловук се у потпуности посветио издаваштву и објављивао дела Симе Милутиновића Сарајлије, Доситеја Обрадовића, Јована Стерије Поповића и других.
Заједно са Гаврилом Бозитовцем, који је такође иступио из Матице српске, издао је велики број дела српских аутора, алманахе и географске карте. Године 1826. издали су Христоитију и Венац од алфавита од Доситеја Обрадовића, а 1826. године Карактеристику или описаније народа по целој земљи живећег Аврама Бранковића. Поред свега тога, Миловук је сам издао Зорицу, књигу Симе Милутиновића Сарајлије, Имеслов или Речник лични имена разни народа славенски“ (1828) Јована Пачића и Јана Колара, „Кнез Лазар, цар србски“ (1831) Јефте Поповића, „Живот и витежка воевања славног кнеза епирскога Ђорђа Кастриота Скендербега“ (1827), Јована Стерије Поповића, „Владимир и Косара“ (1829), Лазе Лазаревића. Вуку Караџићу је помогао да изда Даницу 1829. године, а он му је у знак захвалности написао посвету у забавнику. У знак захвалност и Јован Стерија Поповић (под псеудонимом Милан Цветић), написао је Оду господару Јосифу Миловуку.
Године 1833. покушао је да оснује "Друштво љубитеља књижевства Србског" (Књижевно друштво) и на Ђурђевдан окупио велики број заинтересованих, међу којима су били Јован Стефановић Виловски, Словак Јан Колар, Лаза Лазаревић, али нису добили сагласност аустријског цара, који је проценио да би овакво друштво потицало буђење српске националне свести.
Године 1827. поклонио је библиотеци црквене општине у Пешти велики број књига, а био је и један од 48 приложника Библиотеке вароши београдске, коју је основао Глигорије Возаровић 1832. године.

## Галерија
- Прве две стране књиге поезије Зорица (1827) Симе Милутиновића Сарајлије, коју је издао Миловук
- Протак (1829) Јосифа Миловука
- Зачатие и истино основание Матице сербске (1829)